# Гней Фулвий Центумал Максим
Вижте пояснителната страница за други личности с името Гней Фулвий Центумал.
Гней Фулвий Центумал Максим (на латински: Cnaeus Fulvius Centunalus Maximus; † 210 пр.н.е.) e политик на Римската република през Втората пуническа война.
Вероятно е син на Гней Фулвий Центумал (консул 229 пр.н.е.).
През 214 пр.н.е. Фулвий е едил и претор 213 пр.н.е. През 211 пр.н.е. е избран за консул заедно с Публий Сулпиций Галба Максим. Тогава Ханибал напада изненадващо град Рим. През 210 пр.н.е. Ханибал напада римската войска при град Хердония. 17000 римляни са убити, също и Гней Фулвий Центумал.
1. ↑  Cn. Fulvius (43) Cn. f. Cn. n. Centumalus //   Посетен на 10 юни 2021 г.
2. ↑  803 //   Посетен на 10 юни 2021 г.